# Soldans (arapaho)
Soldansen var den vigtigste ceremoni blandt arapaho-indianerne i 1800-tallet og blev kaldt ”offerhytten” af dem selv. Den offentlige og dramatiske del af ceremonien strakte sig over lidt mere end tre hele nætter og tre hele dage:98  efter flere dages forberedelser. Den foregik i en særligt konstrueret og åben, næsten cirkelrund træstruktur rejst indenfor en stor lejrcirkel af tipier. Ceremonien kunne tilsyneladende afholdes på alle tider af året,:22  skønt der hersker uenighed.:85 
Aktens hovedperson var en mand, der efter personlig tilskyndelse havde afgivet et løfte om at udstå ceremoniens prøvelser i form af faste og tørste samt fysisk udmattelse; men uden at blive bundet til hyttens centerstolpe med snore fastgjort til korte pinde stukket gennem brysthuden (”selvtortur”).:179  Han ville konstant få vejledning under ceremoniens mange faser fra den foregående offerhytte-giver, der ærbødigt blev tituleret ”bedstefar”. På samme måde ville en ”bedstemor” give offerhytte-giverens kone anvisninger om hendes mere fåtallige opgaver.:27  Ceremonien skred frem under ledelse af trænede ceremonimestre (”soldans-præster”), der bl.a. ofrede mad:139  og håndterede piberne brugt ved ceremoniel rygning.:128  Gennemførelsen af offerhytten indbød til frivillig deltagelse af andre dansere, der kunne gennemgå ”selvtortur”,:86  og den var et anliggende for hele folket.:114 
Forlægget for ceremonien var bl.a. stammens skabelses-beretning.:191-212  I lighed med andre betydningsfulde rekvisitter kom arapahoernes to helligste genstande, Den flade pibe og Det hellige hjul, i brug gentagne gange under ceremonien. Folk i lejren ofrede klædestoffer til Det hellige hjul på ceremoniens tredje dag for at overvinde en krise, f.eks. sygdom i familien.:143  Næsten alle handlinger blev udført på nøje foreskrevne måder, der hyppigt indebar brug af røgelse, krævede personlige beretninger om udførte krigerbedrifter samt fremsigelse af bønner.:68 
Mens børn gerne måtte imitere de voksnes sociale danse og andre aktiviteter, lærte de aldrig at lege offerhytte på grund af ceremoniens alvorsfulde og højtidelige karakter.:107 

## Arapahoernes offerhytte

### Det hellige løfte
På alle tider af året kunne en person afgive et løfte om at bekoste og gennemføre offerhyttens ritualer.:5  I mytologisk tid lovede ejeren af Den flade pibe at bygge den allerførste offerhytte, hvis hans syge barn blev rask.:208  Andre grunde til at forpligte sig kunne være en sikker hjemkomst fra et krigstogt eller at drømme om offerhytten.:5  En kvinde på flugt fra fjenderne i ute stammen lovede på vegne af sin bror at afholde ceremonien, hvis hun undslap.:7 
Når nyheden om et afgivet løfte spredte sig blandt arapahoerne takkede alle for, at ceremonien ville blive holdt. Den var en stort anlagt bøn om, at arapahoerne måtte bestå som et folk, blive skånet for sygdom og ulykker samt opleve medgang i alle forehavender.:9 

### Hellige genstande brugt i offerhytten
Den flade pibe er stammens helligste genstand, og den befinder sig det meste af året i en særlig pibevogters varetægt.:308-309  Under offerhytte-ceremonien havde den gerne plads ved et helligt felt, et alter, i hyttens vestlige del, når den ikke blev brugt til ceremoniel rygning eller andre formål.
Ved alteret blev Det hellige hjul også vist frem.:97  Hjulet er en smidig gren bøjet i form som en ring med en diameter på ca. 40 cm. Indersiden er malet rød, ydersiden sort, og hjulet er dekoreret med blå perler og ørnefjer.:12  Ringen symboliserer bl.a. en ufarlig slange,:13  og hovedpersonen ville danse med den på ceremoniens tredje dag.:143 
Et bemalet bisonkranie hørte til i offerhytten tillige med f.eks. en indviet gravestok:96  og et rød – og sortmalet grævlingeskind pakket ind i et bisonskind.:40  Dette blev brugt som en primitiv tromme på bestemte tidspunkter.:175 

### Forberedelserne i og udenfor Rabbit-tipien
I dagene op til den egentlige ceremoni fandt flere skjulte forberedelser sted i en ordinær, men rummelig tipi, der blev stillet op lidt vest for centrum af de fremmødtes store lejrcirkel. Tipien blev kaldt Rabbit-tipien, mens ceremonien stod på; navnet skyldes en myte, hvor det er harer, der gennemfører offerhytte-ceremonien.:37 
De næste fire dage klargjorde man her de hellige genstande brugt i selve offerhytten, ligesom sangerne genopfriskede ceremoniens sange.:34  Offerhytte-giveren og hans kone fastede under opholdet i tipien, hvor de bl.a. lærte om de kommende dages aktiviteter.:77  På et tidspunk gik offerhytte-giveren fra tipi til tipi og bad om bidrag (klædestoffer, tæpper og lignende) fra alle i lejren til senere uddeling blandt de mange folk involveret i den praktiske gennemførelse af den langvarige ceremoni.:51 
Pladsen midt i lejrcirklen til selve offerhytten blev opmålt med skridt og markeret, så hullet til centerstolpen kunne graves. Under stor interesse fra lejrens folk og udkæmpelse af skinkampe mellem krigerne i stammens aldersselskaber blev centerstolpen:80  og de resterende 16 stolper til offerhytten fældet og bragt ind i lejren.:96  To gange to stolper på bestemte positioner i hytten fik malet et bånd med enten rød eller sort farve et stykke oppe, mens centerstolpen fik både et rødt og et sort bånd. Flere forældre lod deres børn røre ved de farvede stolper og bandt klædestykker om dem som offergaver.:96  Offerhytten stod færdig, når siderne var dækket af løvrige grene, og så var forberedelserne til ende. Offerhytte-giveren og hans kone fik lov til at spise og drikke,:96  inden de igen skulle faste ceremonien ud.:100 
Den ledende ceremonimester gik lejrcirklen rundt og bekendtgjorde, at alt nu var klar til selve ceremonien.:96  Ud på aftenen indtog bl.a. ceremoniens hovedperson og de frivillige dansere, alle dækket med hvid kropsmaling, deres pladser i offerhytten.:98  Her ville de blive til ceremonien sluttede tre dage senere. Med mellemrum dansede de til morgenen nærmede sig.:103 
Frem til sidst i 1800-tallet fuldbyrdede offerhytte-giverens kone og hans ”bedstefar” formentlig en hellig kønsakt en nat inden selve ceremoniens start.:173 

### Ceremoniens første hele dag
Denne dag og også de følgende stod danserne klar før solopgang. Med ansigtet vendt mod øst dansede de og brugte deres fløjter af ørneknogler, mens solen hævede sig over horisonten.:103  Alteret i hytten til Den flade pibe og andre genstande blev derpå konstrueret af bl.a. to runde græstørv af en ganske bestemt beskaffenhed.:104  Et aflangt hul af knap flisestørrelse og syv til otte centimeters dybde blev lavet tæt ved alteret. Fordybningen fungerede som en iøjnefaldende og indviet danseplads for offerhytte-giveren, efter at bunden var blevet dækket med hellig hvid bynke.:109 
I fuld offentlighed lod danserne sig bemale på kroppen af deres ”bedstefar”. Bemalet og iført en stramtsiddende skindkilt begyndte danserne at danse og fløjte i takt med musikanternes trommeslag og sange. Dansen var en svajende og vippende dans på stedet med let bøjede knæ uden at løfte andet end hælene en smule fra jorden.:133  Armene hang gerne slapt ned langs siden.:291 
Afbrudt af hvile- og rygepauser:298  dansede de aktive deltagere til over midnat.:133  Offerhytte-giverens kone iagttog danserne fra hyttens nordvestlige del.:143 

### Ceremoniens anden dag
Efter dansen i forbindelse med solopgangen var det tid for offerhytte-giveren og de øvrige deltagere at få lagt andendagens kropsbemaling.:135  Dagen igennem dansede de med intervaller, nu også med kranse af hellig hvid bynke båret om både hovedet, livet, håndleddene og anklerne.:135  Da arapahoerne dyrkede selvtortur i 1800-tallet i forbindelse med offerhytten, skete det på denne dag.:179  Sidste gang var i 1889.:114 
Andre vigtige aktiviteter fandt sted i forbindelse med gennemførelsen af ceremonien. Små børn uden de traditionsbestemte huller i øreflipperne fik dem tit lavet inde i offerhytten af en soldans-præst med en spids pig fra et træpindsvin.:25  Et andet sted i lejren forlystede folk sig med sociale danse og uddelte gaver i form af f.eks. heste og klædestoffer.:136  Gamle høvdinge kunne bruge dagen til at udnævne nye ledere og gøre deres fremtidige ansvar overfor folket klart for dem.:137 
Danserne i offerhytten dansede aftenen med og også meget af natten.:137 

### Ceremoniens tredje og sidste dag
Med solopgangs-dansen færdig fik danserne lagt deres sidste kropsbemaling.:140  Opmuntret af familiemedlemmer, høvdinge og andre folk samlet tæt omkring offerhytten genoptog de afkræftede danserne deres dans, nu mere livfuldt og energisk end nogensinde før.:144  På et tidspunkt dansede offerhytte-giveren med Det hellige hjul i hånden, og han fik det også lagt om halsen, så dets ørnefjer hang ned foran på brystet af ham.:142 
I aftenskumringen afsluttede danserne både dagen og hele offerhytte-ceremonien ved at vende sig mod vest og danse uafbrudt, mens solen gik ned.:151  Alle udtrykte deres glæde over at have gennemført ceremonien trods sulten, tørsten og de fysiske anstrengelser. Med det sidste dansetrin taget måtte danserne drikke fra et kar med indviet vand og atter spise.:152  Børn kunne blive ført frem til danserne, der så lagde hænderne på hovedet af dem og bad for, at de måtte blive velsignet med et godt helbred.:144 
Alle involveret i ceremonien forlod offerhytten og tilbragte natten i deres egne tipier.:153 

### Stammens afsked med offerhytten
Før solopgang næste dag samledes offerhytte-giveren og hans kone med de øvrige medvirkende fra den store ceremoni i offerhytten.:153  En greben folkeskare omkring hytten så danserne danse solen op en sidste gang, imens de fløjtede i deres ørneknoglefløjter til korets sang.:154 
Stammens hellige genstande ved alteret blev hentet af deres respektive vogtere.:155  Forældre søgte derpå ind i offerhytten i følgeskab af deres børn. Her bandt de aflagt børnetøj om navnlig centerstolpen:156  og bad om, at børnene måtte fortsætte med at vokse og gå en lys fremtid i møde.:157 
I løbet af formiddagen tog familierne i den store lejrcirkel tipien ned og drog hver til sit.:156 
Offerhytten med det arrangerede alter blev overladt til naturens kræfter. Kun bisonkraniet blev gemt i specielle tilfælde, efter at arten næsten var blevet udryddet i 1880erne.:157 

## Offerhytten i det 20. århundrede
Alfred A. Kroeber gav en skildring af de nordlige arapahoers soldans som set af ham i 1900. George A. Dorsey skrev en detaljeret beretning om offerhytten blandt de sydlige arapahoer efter at have overværet den i både 1901 og 1902. I 1910 fik han et brev fra en skoleuddannet arapahoe, der bad om at få hans bog tilsendt, så man kunne gennemføre en soldans; alle de gamle ceremonimestre var døde og ingen af efterfølgerne kendte ceremonien til fulde.:120 
Alle soldanse blev bandlyst af USA’s Department of the Interior i 1904. Ved gentagne overtrædelser af forbuddet risikerede danserne fængselsstraf.:149  Da den tilsynsførende i de nordlige arapahoers reservat i Wyoming forhindrede en offerhytte-ceremoni i 1907, tog flere af danserne ned til de sydlige arapahoer i Oklahoma, hvor den blev gennemført.:114 
I 1908 lykkedes det en arapahoe delegation i Washington at få forbuddet mod deres offerhytte-ceremoni lempet frem til 1913:154  mod at afstå fra selvtortur og ikke praktisere den ceremonielle kønsakt.:132  Fra 1923 så myndighederne igen gennem fingre med overtrædelser af soldans-forbuddet,:155  og dette blev officielt ophævet i 1935.:149  Fuldt lovligt gennemførte de nordlige arapahoer offerhytte-ceremonien i midsommeren det næste år,:151  og de har gjort det hvert år siden.:155 